# Амохостос
Амохостос (на гръцки: Αμμόχωστος) е футболен стадион в град Ларнака, Кипър.
Служи за домакинските срещи на Неа Саламис. Стадионът е построен през 1991 г. и е с капацитет 5500 места. Построен е за домакинските срещи на Неа Саламис, които са принудени да напуснат своя град Фамагуста, поради кипърския конфликт. Първият официален мач на този стадион се състои на 12 октомври 1991 г. с мач между Неа Саламис и Евагорас Пафос (4:1).